# 147
147（百四十七、ひゃくよんじゅうなな）は自然数、また整数において、146の次で148の前の数である。

## 性質
- 147は合成数であり、約数は1, 3, 7, 21, 49, 147 である。
  - 約数の和は228。
    - 約数関数から導き出される数列 {\displaystyle a_{n}=\sigma (a_{n-1})} はその初期値によって異なる数列になる。異なる数列になる16番目の初期値(最小の値)を表す数である。1つ前は146、次は163。(ただし1を除く)(オンライン整数列大辞典の数列 A257348)
    - 素数を除いて σ (n) − n が平方数になる17番目の数である。1つ前は143、次は153。(ただし σ は約数関数、オンライン整数列大辞典の数列 A048699)
- 147 = 3 × 72
  - 2つの異なる素因数の積で p 2 × q の形で表せる19番目の数である。1つ前は124、次は148。(オンライン整数列大辞典の数列 A054753)
  - n = 7 のときの 3n 2 の値とみたとき1つ前は108、次は192。
  - n = 2 のときの 3 × 7n の値とみたとき1つ前は21、次は1029。(オンライン整数列大辞典の数列 A169634)
- 各位の立方和が408になる最小の数である。次は174。(オンライン整数列大辞典の数列 A055012)
  - 各位の立方和が n になる最小の数である。1つ前の407は47、次の409は1147。(オンライン整数列大辞典の数列 A165370)
- 147 = 12 + 52 + 112 = 72 + 72 + 72
  - 3つの平方数の和2通りで表せる33番目の数である。1つ前は141、次は152。(オンライン整数列大辞典の数列 A025322)
- 147 = 12 + 52 + 112
  - 異なる3つの平方数の和1通りで表せる46番目の数である。1つ前は145、次は152。(オンライン整数列大辞典の数列 A025339)
- 147 = 142 − 72
  - 自身の数の並びを変えないで区切った2つの数の平方数の差が自身になる2番目の数である。1つ前は100、次は10000。(オンライン整数列大辞典の数列 A258482)
    - ただし計算結果に負の数を含み、その絶対値が元の数に等しいとするなら3番目である。(オンライン整数列大辞典の数列 A113797)
- n = 7 のときの 2n と n を並べてできる数である。1つ前は126、次は168。(オンライン整数列大辞典の数列 A235497)
- 147 = 142 − 49
  - n = 14 のときの n 2 − 49 の値とみたとき1つ前は120、次は176。(オンライン整数列大辞典の数列 A098848)
- 各位の和が12になる10番目の数である。1つ前は138、次は156。

## その他 147 に関連すること
- 西暦147年
- 紀元前147年
- 地球上で、質量数147の原子核に安定核種は存在しない。他、質量数5、8、151、そして209以上の全てに地球上での安定核種が存在しない。
- ビリヤードの一種であるスヌーカーにおいて、プレーヤーがパーフェクトを達成した場合の最高点（ただしファウル等による点数の加算がある場合はこれを上回る場合もある）。この場合は特に「147（ワンフォーセブン）」、あるいは「Maximum Break」と呼ばれる。
- 年始から数えて147日目は5月27日、閏年は5月26日。
- アルファロメオ・147は、イタリアの自動車会社アルファロメオが製造した乗用車。
- 国鉄クモユニ147形電車
- JR九州キハ147形気動車
- 第147代ローマ教皇はベネディクトゥス9世（在位：1045年。二度目の復位であるが、僅か20日で退位させられた。）である。
- 旧約聖書の創世記においてヤコブの享年年齢が147歳とされている。
- 西経147度線、東経147度線
- UFC 147
- NGC 147は、カシオペヤ座の銀河。
- 3C 147は、ぎょしゃ座のクエーサー。
- 歩兵第147連隊
- 第147回国会